# Siberg

Siberg (ook: Alting Siberg) is een geslacht waarvan leden sinds 1821 tot de Nederlandse adel behoren en welke adellijke tak in 1975 uitstierf.

## Geschiedenis
De stamreeks begint met Johannes Siberg die bode van Holland en West-Friesland was en in 1735 overleed. Zijn kleinzoon Johannes Siberg (1740-1817) werd gouverneur-generaal van Nederlands-Indië. Hij trouwde in 1776 met Pieternella Gerhardina Alting (1757-1818), dochter van de gouverneur-generaal Willem Arnold Alting. Een zoon en een kleinzoon van de laatste werden bij Koninklijk Besluit van 1821 en 1840 verheven in de Nederlandse adel.
Verschillende leden van de tak Alting Siberg bezaten in Suriname slaven.

## Enkele telgen
- Johannes Siberg (1740-1817), gouverneur-generaal van Nederlands-Indië
  - Willem Arnold Alting Siberg (1778-1808)
    - Jhr. Pierre Gérard Willem Alting Siberg (1803-1874)

  - Jhr. Pieter Gerhard Siberg (1785-1851), koopman, lid ridderschap
    - Jhr. Charles François Siberg (1824-1865), assistent-resident
      - Jhr. Eduard Cornelis Siberg (1860-1906), kapitein, directeur grofsmederij
        - Jkvr. Elisabeth Antoinette Siberg (1889-1975), laatste telg van de adellijke tak